# ハリー・S・トルーマン (空母)
ハリー・S・トルーマン (USS Harry S. Truman, CVN-75) は、アメリカ海軍の航空母艦。ニミッツ級航空母艦の8番艦である。当初の艦名はユナイテッド・ステーツ (USS United States) であったが、起工前に第33代アメリカ合衆国大統領ハリー・S・トルーマンにちなんで改名された。

## 艦歴
ハリー・S・トルーマンは1993年11月29日にニューポート・ニューズ造船所で起工し、1996年9月7日に洗礼を施される。1996年9月13日に進水し、1998年1月に乗組員が乗艦した。
造船所による公試は6月11日に完了し、海軍受領後の公試は7月25日に完了、同日就役する。造船所の公試は当初5月に完了予定であったが、流体試験中に原子炉の一基から雑音が生じたため遅れることとなった。
就役式ではビル・クリントン大統領が基調演説を行った。その他、トルーマンの命名を提案したアイク・スケルトン下院議員、ミズーリ州知事メル・カーナハン、初代艦長のトーマス・オッターバイン大佐、ウィリアム・コーエン国防長官、ジョン・H・ドルトン海軍長官が式典に出席した。
最初の参加作戦はサザン・ウォッチ作戦で、2000年11月28日から2001年5月23日までであった。その後予定された有効性検証のためバージニア州ポーツマスのノーフォーク海軍造船所に入渠した。作業が完了するとフランスのマルセイユ、クレタ島のソウダ湾を訪問し、2002年12月5日に再びサザン・ウォッチ作戦に参加する。その後2003年のイラク戦争に参加、2003年5月23日に帰港する。同年夏は地中海に展開し、イタリアのナポリを拠点として海軍の艦隊即応計画を支援する。続いてマジェスティック・イーグル作戦に参加、大西洋東部で活動し、2度目の有効性検証のためノーフォーク海軍造船所に入渠した。
2004年10月13日ペルシャ湾に向けてノーフォークを出港、ソウダ湾、バーレーンのマナーマ、ドバイ、アラブ首長国連邦を訪問し、2005年3月19日に作戦任務を外れる。2004年にはマージョリー・ステレット戦艦基金賞を受章している。また、戦闘効率賞は2003年から2005年まで3年連続で受賞した。
2005年9月1日、ハリケーン・カトリーナによる被害に対する海軍特別対策本部の旗艦として出航する。ハリー・S・トルーマンは9月4日にメキシコ湾に到着、ニューオーリンズを始めとする被災地復興作業に従事する。第10空母打撃群司令官ジョセフ・キルケニー少将は湾岸統合任務部隊 (Joint Task Force (JTF) Gulf Coast) の副司令官に任命され、艦は湾内に停泊してヘリコプターを用いて真水の供給を行った。湾岸統合任務部隊の中心は強襲揚陸艦のイオー・ジマ (USS Iwo Jima, LHD-7) であった。ハリー・S・トルーマンは5週間に及ぶ救援作業の後、2005年10月に母港へ帰還した。
トルーマンは2006年1月にノーフォーク海軍造船所入りし、定期メンテナンス及び多くのシステム改良が行われた。作業は12月に完了し、2007年4月からは訓練活動に従事した。8月15日、E-2C ホークアイが発艦に失敗し、3名の乗組員が死亡している。
2007年11月5日、ハリー・S・トルーマンはノーフォークを出航し7ヶ月に及ぶペルシャ湾配備に向かう。艦はドバイ、ギリシャのロドス島を経由して2008年5月にフランスのマルセイユに寄港した。また、イスラエルの建国60周年記念式典に参加している。6月初めに帰国し、フロリダ州メイポートに到着、乗組員の家族や友人を乗せた3日間の巡航を行った。ハリー・S・トルーマンは2008年6月4日にノーフォーク海軍補給地へ帰還した。
2018年10月19日、北極圏のノルウェー海に入り、同月25日からNATO加盟国との演習を開始すると発表した。
2020年4月13日、ハリー・S・トルーマンは中東の第5艦隊と地中海の第6艦隊での任務を終えて、母港の米南部バージニア州ノーフォークの海軍基地に向かっていたが、乗組員への新型コロナ感染を防ぎ、即応態勢を維持するために大西洋上にとどまる、と発表した。
2021年12月、母港ノーフォークからミサイル巡洋艦サン・ジャシントと4隻のアーレイ・バーク級ミサイル駆逐艦で編成された第28駆逐隊と第1空母航空団で編成された第8空母打撃群が中東定期派遣を計画し出港したが、2022年に年が明けてロシア・ウクライナ危機の緊迫度が高まっていることから米国防総省は地中海域にて周辺国と協力し当面待機するとした。
2024年12月21日、イエメンの反政府武装組織フーシ派への空爆作戦中だったハリー・S・トルーマン所属第一空母航空団のVFA-11所属F/A-18Fがミサイル巡洋艦ゲティスバーグの誤射により撃墜された。パイロット2人は緊急脱出し、うち1人が軽傷を負った。
2025年1月10日までに、イエメンのフーシ派は、紅海に展開したハリー・S・トルーマンに対してミサイルとドローンによる攻撃を行ったことを発表した。
同年2月12日、エジプト北部ポートサイド沿岸を航行中に商船と衝突した。衝突による被害は無かったが、艦長解任となり当面CVNｰ69艦長が代行すると発表された。
同年4月28日、フーシ派の攻撃を回避して急旋回したために、第一空母航空団VFA-136所属F/A-18Eと牽引車が海に落下した。牽引作業を行っていた乗員はとっさの行動で落下する前に機体から離れたが、1人が軽傷を負った。同年5月6日には続けてVFA-11所属のF/A-18Fが着艦に失敗し海に墜落する事故が発生した。パイロットと兵装システム士官の2人は緊急脱出し無事だった。

## 第1空母航空団
第1空母航空団（英: Carrier Air Wing One、略称：CVW-1）は、ハリー S.トルーマン（CVN-75）に搭載される航空団であり、2021年12月現在、下記の飛行隊から構成される。
| 飛行隊名                                        | 愛称                                               | 使用機種       |
| ----------------------------------------------- | -------------------------------------------------- | -------------- |
| 第11戦闘攻撃飛行隊（VFA-11）                    | レッド・リッパーズ Red Rippers                     | F/A-18F Block2 |
| 第211戦闘攻撃飛行隊（VFA-211）                  | ファイティング・チェックメイツ Fighting Checkmates | F/A-18E Block2 |
| 第34戦闘攻撃飛行隊（VFA-34）                    | ブルー・ブラスターズ Blue Blasters                 | F/A-18E Block2 |
| 第81戦闘攻撃飛行隊（VFA-81）                    | サンライナーズ Sunliners                           | F/A-18E Block2 |
| 第137電子攻撃飛行隊（VAQ-137）                  | ルークス Rooks                                     | EA-18G         |
| 第126艦上空中早期警戒飛行隊（VAW-126）          | シーホークス Seahawks                              | E-2D           |
| 第11ヘリコプター海上戦闘飛行隊（HSC-11）        | ドラゴン・スレイヤーズ Dragon Slayers              | MH-60S         |
| 第72ヘリコプター海洋打撃飛行隊（HSM-72）        | プラウド・ウォリアーズ Proud Warriors              | MH-60R         |
| 第40艦隊兵站支援飛行隊第2分遣隊（VRC-40 Det.2） | ローハイズ Rawhides                                | C-2A           |

## ギャラリー

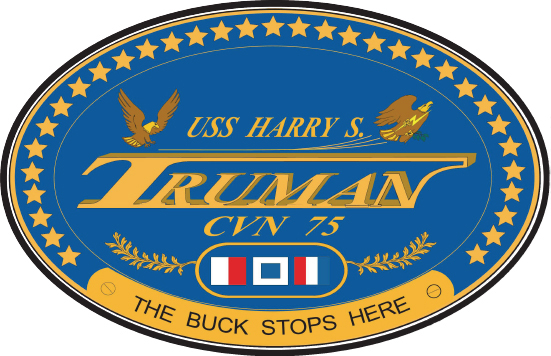
insignia
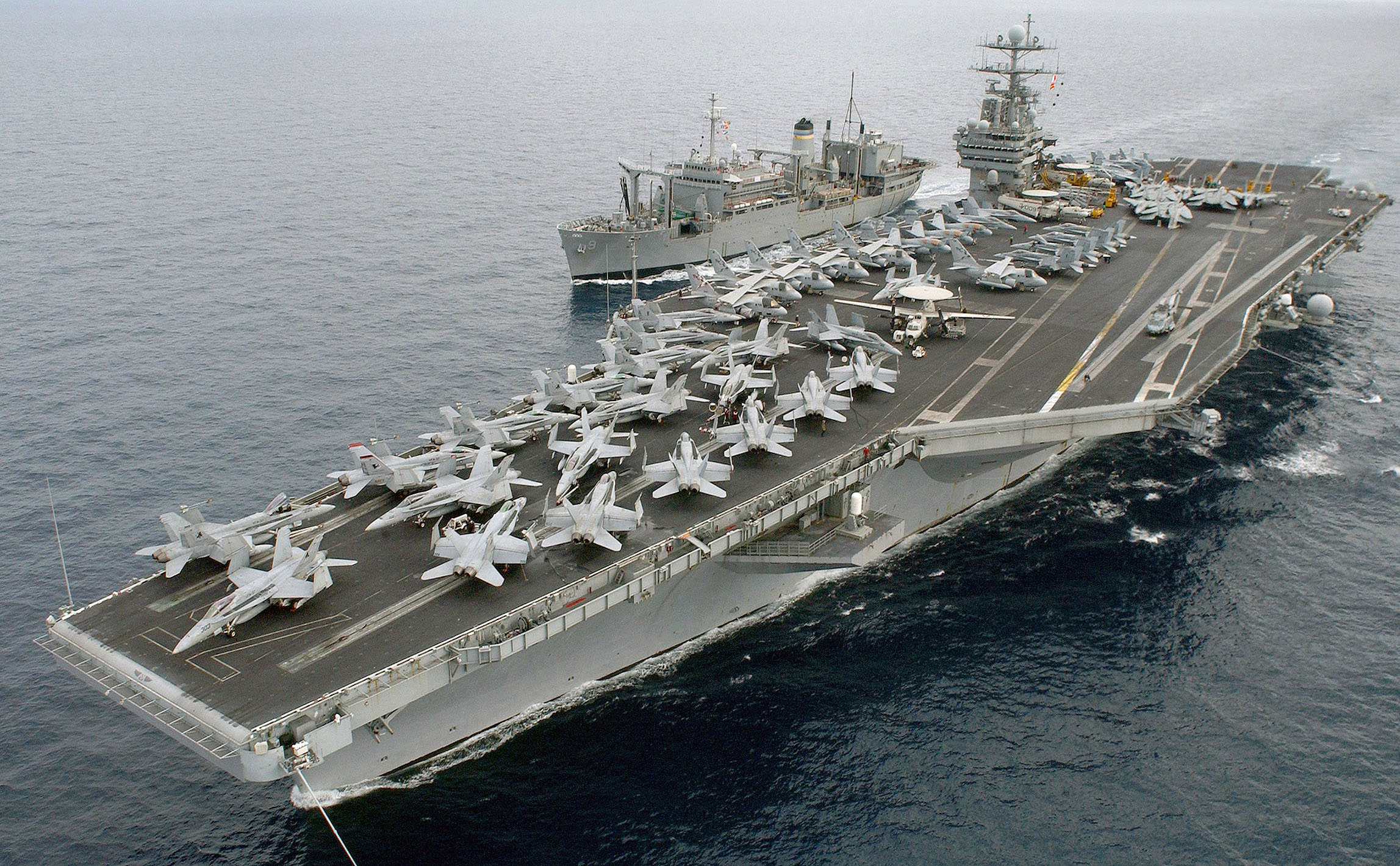
スピカ (USNS Spica, T-AFS 9) と並走するトルーマン、2003年1月17日
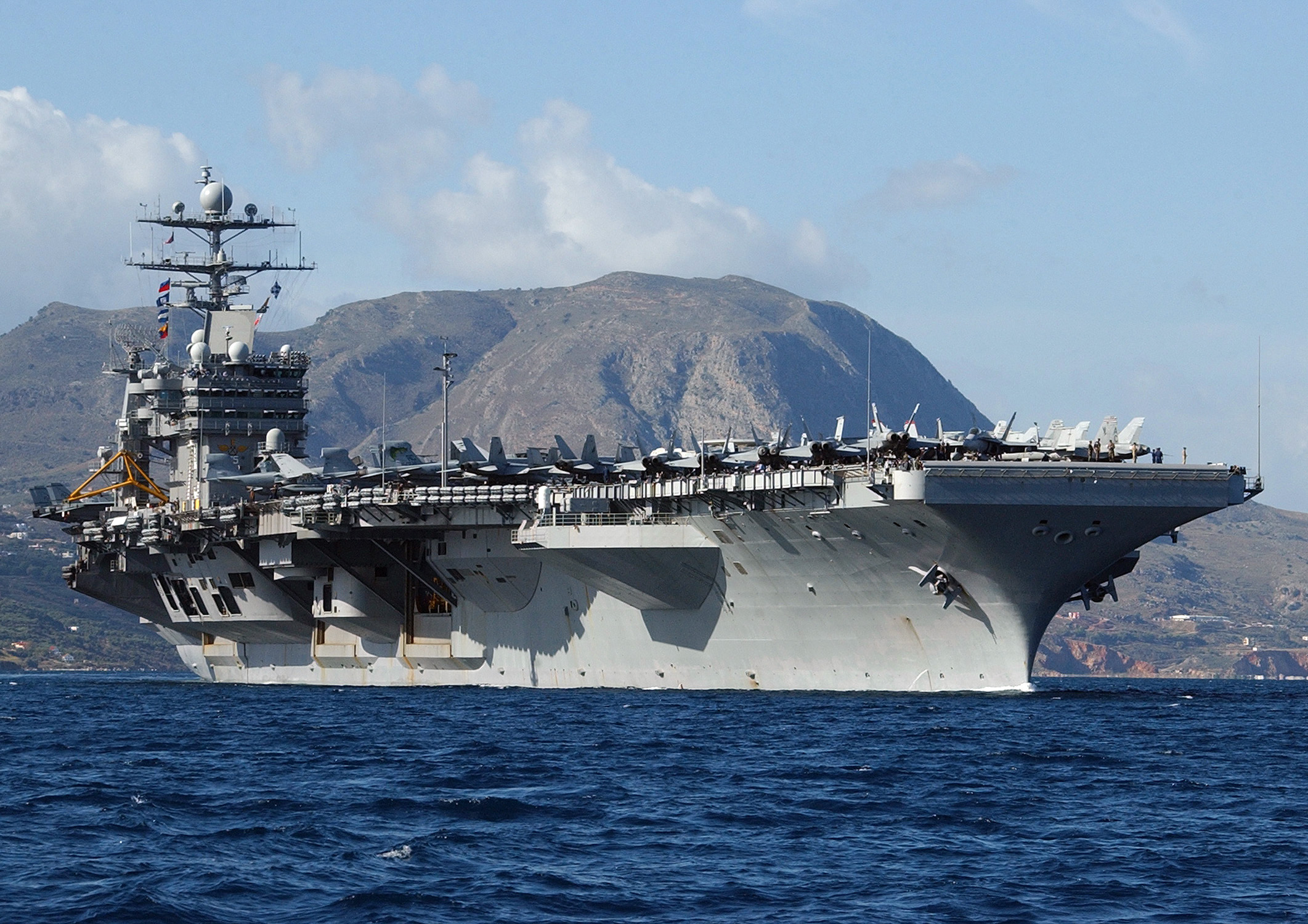
クレタ島沖に停泊するトルーマン、2004年11月8日
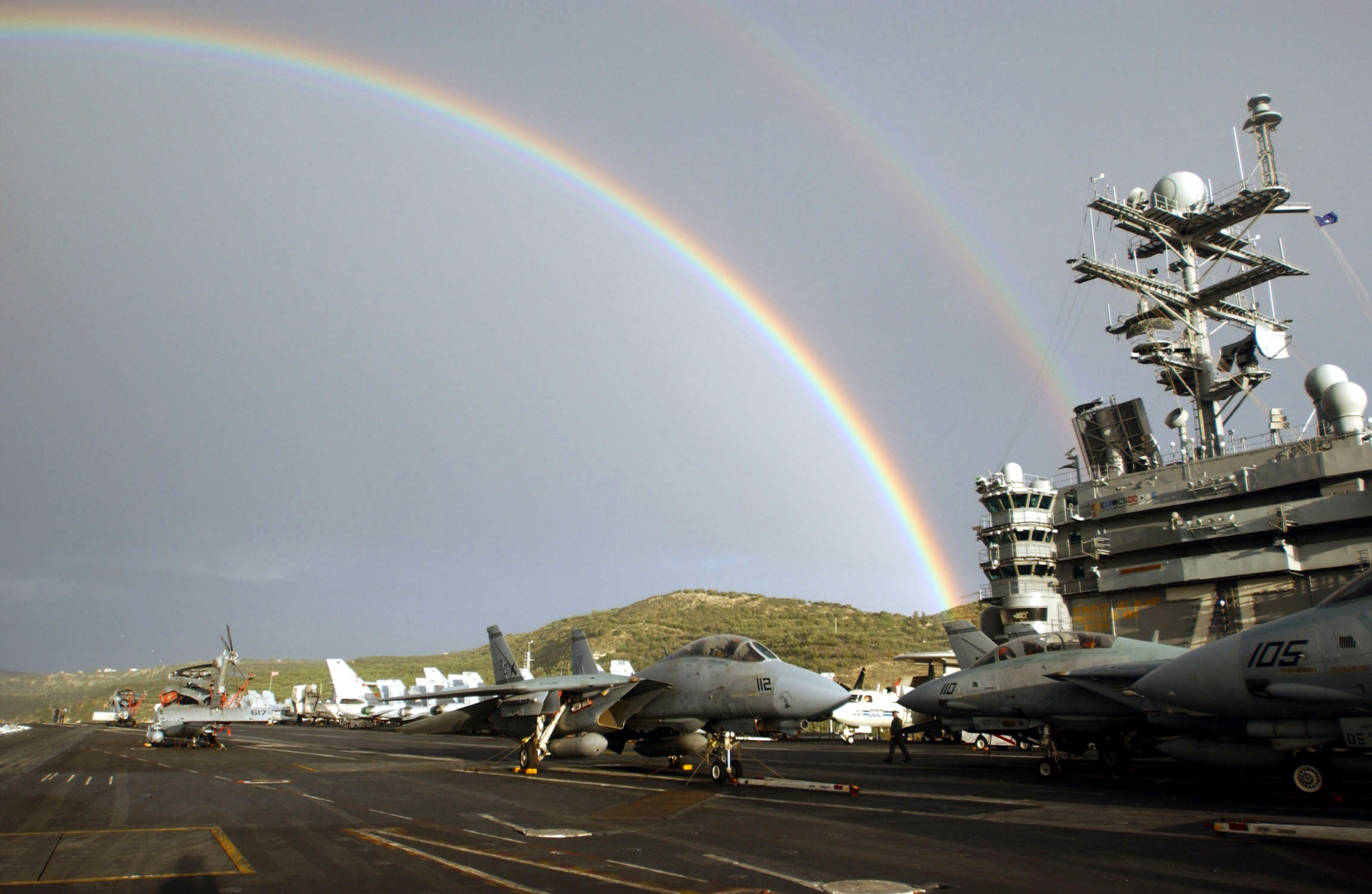
ソウダ湾で、2003年1月1日
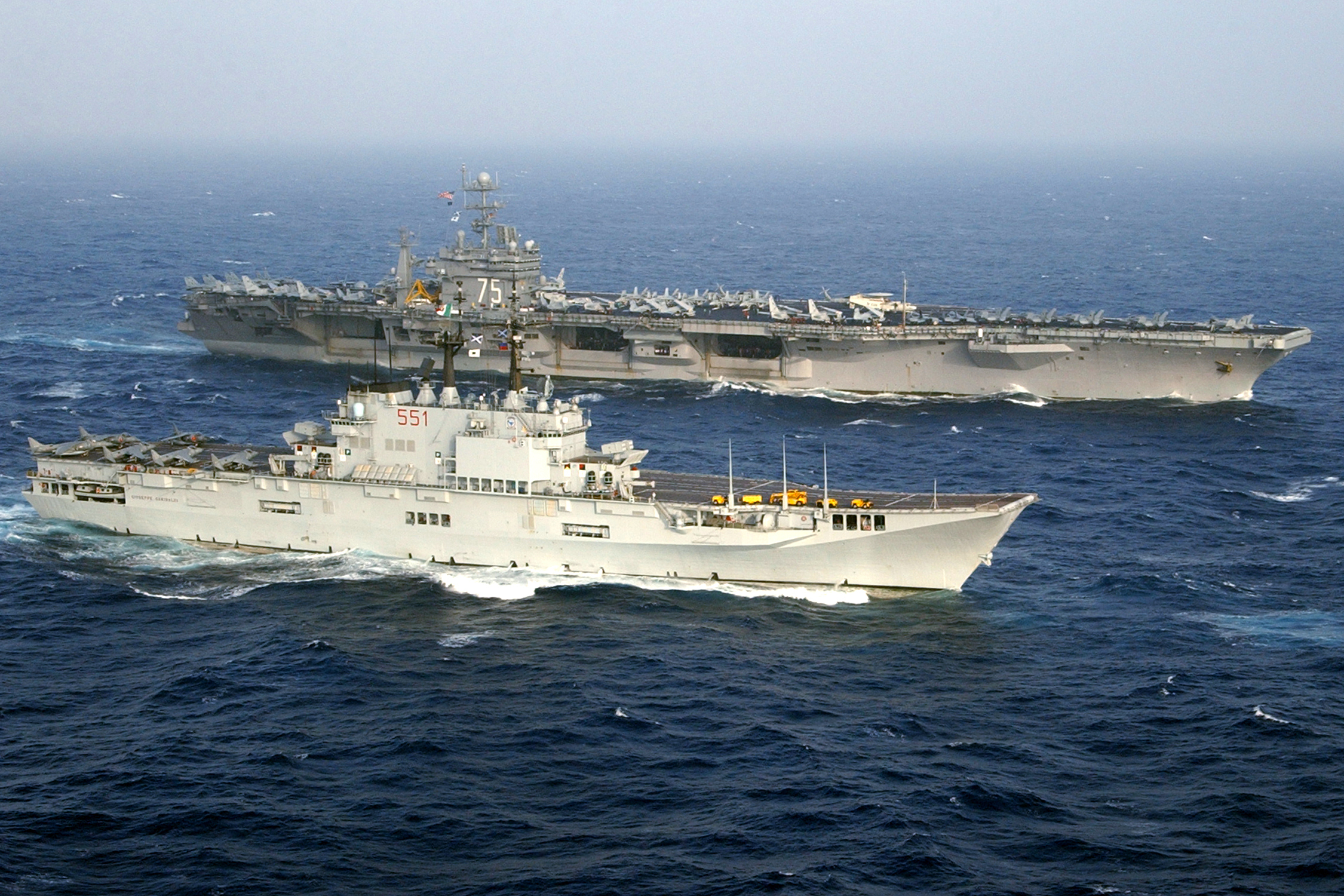
ジュゼッペ・ガリバルディと並走するトルーマン。2004年7月12日
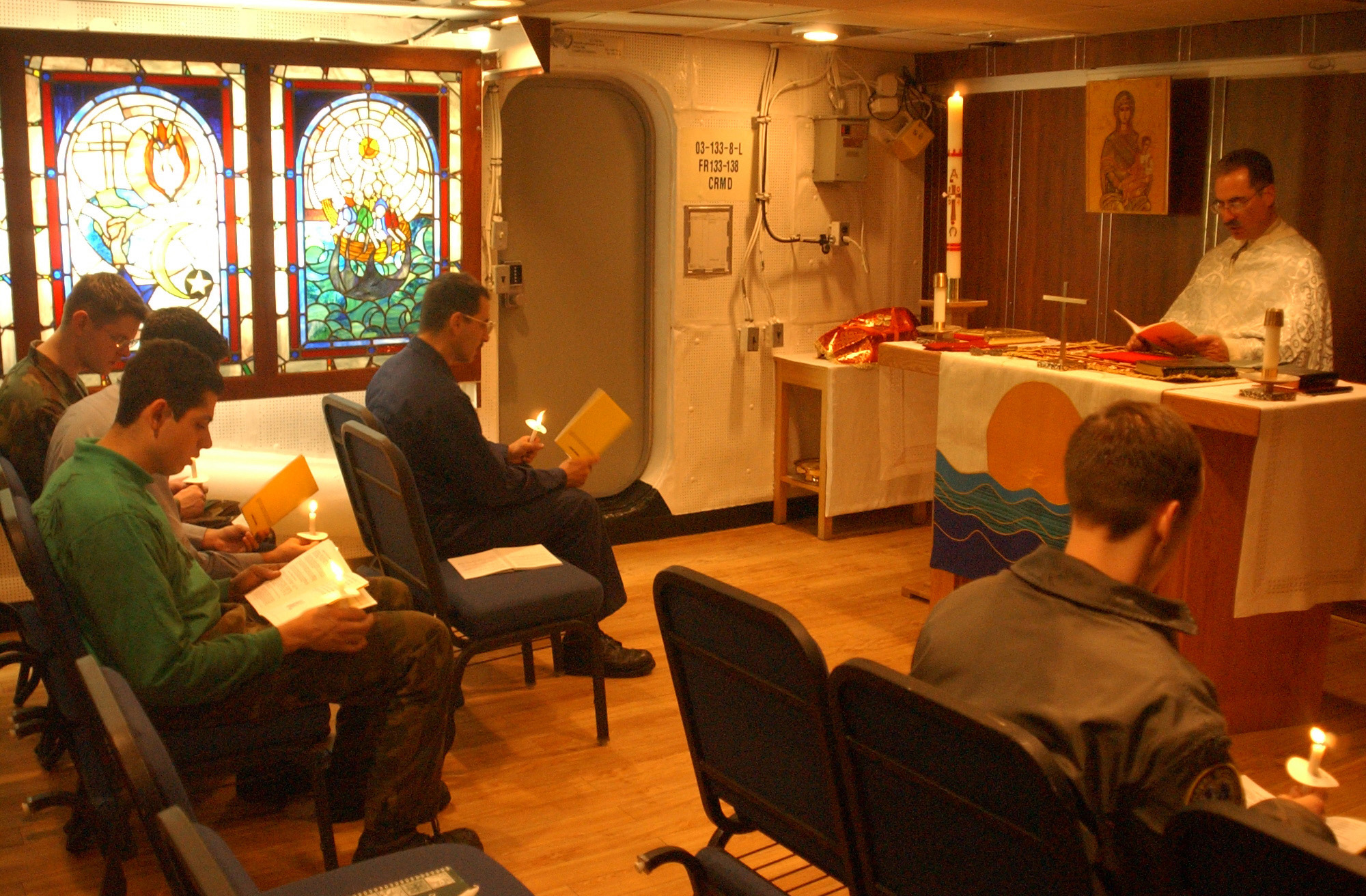
ハリー・S・トルーマン内で、復活大祭の聖体礼儀を司式する正教会の従軍司祭と、参祷する乗組員達（2004年4月11日）